# Arrondissement Sainte-Menehould
Arrondissement Sainte-Menehould (fr. Arrondissement de Sainte-Menehould) byla správní územní jednotka ležící v departementu Marne a regionu Grand Est ve Francii. V roce 2017 byl začleněn do arrondissementu Châlons-en-Champagne.

## Kantony
2015–2017
- Argonne Suippe et Vesle

před rokem 2015:
- Givry-en-Argonne
- Sainte-Menehould
- Ville-sur-Tourbe